# Bacchée
Le bacchée ou pied bacchique ou pied bacchiaque (latin bacchīus pēs, grec ancien Βακχεῖος) est un pied de la versification grecque et latine, composé d'une syllabe brève suivie de deux syllabes longues, noté | ∪ — — |. Certains emploient le mot, à tort, au féminin.
Ce pied s'oppose à l'antibacchée (ou "palimbacchée"), plus rare, de rythme descendant et noté | — — ∪ |.

## Origine
L'inventeur du bacchée serait le poète et musicien semi-légendaire Olympos, qui passe pour l'inventeur de la musique grecque : soit le fils de Marsyas, soit Olympos le Jeune, personnage historique qui a vécu à l'époque de Midas.
L'étymologie du mot le rattache néanmoins à Bacchus : ce rythme était lié au culte de Dionysos et utilisé dans les chants en son honneur.
Dain interprète le bacchée comme "un diïambe dont le second pied a été remplacé par une longue", ce qu'on pourrait noter | ∪ — / — |. Dominicy le définit plutôt comme un ïambe augmenté, à droite, d'une position forte et le note | ∪ — ] — ] |. Les deux sont d'accord pour y voir un mètre iambique catalectique.

## Littératures antiques

### En grec
Voici quelques mètres bacchiques :
- le dimètre bacchique | ∪ — — | ∪ — — |, qui se rencontre dans Les Grenouilles d'Aristophane (v. 316) :  Ἴακχ', ὦ | Ἴακχε.
- le trimètre bacchique | ∪ — — | ∪ — — | ∪ — — |, très rare, qui se trouve comme de juste dans les Bacchantes d'Euripide (v. 994) : φονεύου|σα λαιμῶν | διαμπάξ.
- le tétramètre bacchique | ∪ — — | ∪ — — | ∪ — — | ∪ — — |, moins rare, qu'utilise Eschyle (fr. 23 N) : ταῦρος | δ'ἔοικεν | κυρίξειν | τιν' […].

### En latin
Quintilien approuve le bacchée comme élément de clausule, soit redoublé soit précédé d'une brève soit encore précédé du groupe | — ∪ X — — |. À tel point que les poètes latins évitent d'utiliser des mots dont la structure prosodique correspond à un bacchée au quatrième pied de l’hexamètre dactylique
Des mètres bacchiques assez nombreux sont utilisés par Marcus Pacuvius, Caecilius Statius ou Ennius. Voici un exemple chez Plaute, qui les apprécie particulièrement : Nĕgōtī | sĭbī quī | vŏlēt vīm | părārē [...].